# 廣井ゆう
廣井 佑果子（ひろい ゆかこ、1990年3月10日 - ）は、日本の女優(当時の芸名は廣井ゆう)、タレントである。ポーカープレイヤーとしても活動中。
高知県出身。元アミューズ所属。本名は、廣井 佑果子（ひろい ゆかこ）。出身地である高知県四万十市の四万十市観光大使。

## 略歴
高知大学人文学部国際社会コミュニケーション学科在学中の2011年にミス高知大学に選出され、過去最高となる69校69人のミスキャンパスが参加したMiss of Miss Campus Queen Contestにて、グランプリを獲得する。授賞式では「この賞にふさわしい女性になれるように、内面も外見も磨いていきたい」と語った。なお、審査員の谷原章介は彼女の魅力について「華やかでいて、芯がある。土佐弁のイントネーションも印象に残った」と語っている。

## 人物
- お酒は強くはないが大好きだという[2]。
- 本人いわく、チャームポイントはオデコである[4]。

## 出演

### CM
- 西武鉄道「秩父さんぽ旅」（2014年10月 - 2015年3月）
- 西武鉄道「週末ちち部」（2015年4月 - 2015年9月）
- トヨタ自動車「TOYOTA KIKAI」（イベント映像）（2015年11月 - ）
- NTT西日本「保育の未来編」（2016年6月 - ）

### 舞台
- Seedling「レディ・ゴー!」（2012年10月4日 - 10月8日）
- ORANGE (2015年1月31日 - 3月9日）

### テレビ
- 10分BOX（2013年、フジテレビジョン）

過去にミスコンテストに受賞した経験があるグラビアアイドルらと共演。番組側が用意したたすきを着用
- 久保ヒャダこじらせナイト（2013年4月4日、フジテレビジョン）
- 西遊記外伝モンキーパーマ（2013年10月 - 、tvk、テレ玉、チバテレ、群テレ、とちテレ、MTV、KBS京都、サンテレビ、OHK、ひかりTV） - シャカパン（声） 役
- アリよりのアリ（2015年10月29日 - 、TBS）
- キスマイBUSAIKU!?（2015年12月7日、フジテレビジョン） - マイコ 役

### 映画
- あらうんど四万十 ―カールニカーラン―（2015年） − 東吾光子 役
- 俳優 亀岡拓次（2016年） − 女性レポーター 役

### テレビドラマ
- 変身インタビュアーの憂鬱（2013年10月21日 - 、TBS） - 阿波島翠 役
- Nのために 第9話（2014年 、TBS） - 友人 役

バラエティ
・ABEMA TV Girl or Lady 〜私が最強〜 (2023)
・ABEMA TV Queen of poker(2024)